# Natalie Trundy
Natalie Trundy (* 5. August 1940 in Boston, Massachusetts; † 5. Dezember 2019 in Los Angeles, Kalifornien) war eine US-amerikanische Schauspielerin.

## Leben und Karriere
Trundy trat bereits mit 13 Jahren am Broadway auf. 1956 machte sie ihr Filmdebüt 1956 als 16-jährige in Samuel A. Taylors Film Die Monte Carlo Story, in weiteren Rollen spielten Vittorio De Sica und Marlene Dietrich. 1962 war sie in Mr. Hobbs macht Ferien an der Seite von James Stewart zu sehen. In den 1960ern stand sie für diverse Fernsehserien, darunter Bonanza, Twilight Zone und Perry Mason vor der Kamera.
1968 lernte sie den Filmproduzenten Arthur P. Jacobs kennen, und heiratete ihn im Mai 1968. Er besetzte sie in vier Teilen seiner Filmreihe um den Planet der Affen in Nebenrollen. Nach Jacobs’ Tod am 27. Juni 1973 zog sich Natalie Trundy von der Schauspielerei zurück. Nur noch einmal, 1978, konnte man sie in Quincy vor der Kamera sehen.
Trundy starb im Alter von 79 Jahren eines natürlichen Todes. Sie hatte einen Sohn und eine Tochter.

## Filmografie (Auswahl)
- 1953: Lincoln’s Little Correspondent (Fernsehfilm)
- 1957: Die Monte Carlo Story (Montecarlo)
- 1957: The Careless Years
- 1960: Ich kaufte ein Chinesenmädchen (Walk Like a Dragon)
- 1960: Bonanza (Fernsehserie, Folge Denver McKee)
- 1962: Mr. Hobbs macht Ferien (Mr. Hobbs Takes a Vacation)
- 1963: Twilight Zone (Fernsehserie, Folge Valley of the Shadow)
- 1963/1964: Perry Mason (Fernsehserie, 2 Folgen)
- 1964: 77 Sunset Strip (Fernsehserie, Folge Alimony League)
- 1967: Gefährlicher Alltag (The Felony Squad; Fernsehserie, 3 Folgen)
- 1970: Rückkehr zum Planet der Affen (Beneath the Planet of the Apes)
- 1971: Flucht vom Planet der Affen (Escape from the Planet of the Apes)
- 1972: Eroberung vom Planet der Affen (Conquest of the Planet of the Apes)
- 1973: Die Schlacht um den Planet der Affen (Battle for the Planet of the Apes)
- 1974: Huckleberry Finn
- 1978: Quincy (Fernsehserie, Folge Matters of Life and Death)